# FC KTP
Il FC KTP, noto anche come KTP, è una società calcistica finlandese di Kotka. Milita nella Veikkausliiga, la massima serie del campionato finlandese di calcio.
Fondata nel 1927 come Kotkan Työväen Palloilijat, ha vinto per due volte il campionato finlandese (1951 e 1952) e per quattro volte la coppa di Finlandia (1958, 1961, 1967, 1980). Nel 2013 si è fuso con il FC KooTeePee, cambiando denominazione nell'odierno FC KTP.

## Storia

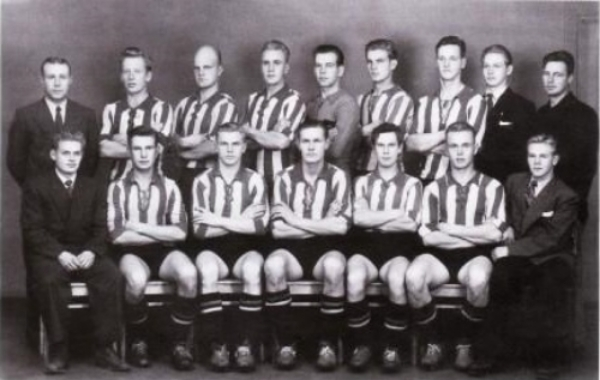
La squadra del KTP vincitrice del suo primo campionato nel 1951.

Il club fu fondato il 22 settembre 1927 come Kotkan Työväen Palloilijat. Entrò subito a far parte della Suomen Työväen Urheiluliitto (TUL), l'associazione finlandese degli sport degli operai, disputando i tornei calcistici da essa organizzata. Nel 1948 disputò il suo primo campionato di Mestaruussarja, massima serie del campionato di calcio finlandese, concludendo al nono posto e mantenendo la categoria. Nel 1951 arrivò la vittoria del campionato di Mestaruussarja e la conquista del primo titolo. Nel 1952 il KTP bissò il successo dell'anno precedente, concludendo il campionato al primo posto nuovamente davanti al VIFK. Nel 1953 il KTP non riuscì a mantenere il livello raggiunto nei due anni precedenti, concludendo il campionato all'ottavo posto, mantenendo la categoria per due soli punti. Negli anni successivi mantenne posizioni di medio-bassa classifica, finché nel 1958 chiuse il campionato al decimo ed ultimo posto, retrocedendo in Suomensarja, la seconda serie nazionale. Nello stesso anno il KTP vinse la sua prima Suomen Cup, sconfiggendo in finale per 4-1 il Kiffen. Nel 1961, nonostante disputasse il campionato di Suomensarja, il KTP vinse la sua seconda Suomen Cup grazie alla vittoria per 5-2 in finale sul Pallo-Pojat Helsinki. L'anno dopo arrivò la promozione e il ritorno in Mestaruussarja, dove rimase per sette stagioni consecutive e raggiungendo il miglior risultato nel 1964 con il terzo posto finale. Nel 1967 arrivò la conquista della terza Suomen Cup grazie alla vittoria in finale sul Reipas Lahti, vincitore del campionato in quello stesso anno. Nel 1969 il KTP fu retrocesso in II divisioona, in cui rimase per otto anni durante i quali la divisione stessa passò dall'essere la seconda serie nazionale a diventarne la terza serie. Nel biennio 1977-1978 il KTP ottenne due promozioni consecutive che lo riportarono in Mestaruussarja. Nelle cinque stagioni consecutive in Mestaruussarja ottenne il miglior risultato nel 1980 con il quinto posto finale e con la conquista della sua quarta Suomen Cup. La vittoria della coppa nazionale permise al KTP di partecipare alla Coppa delle Coppe nell'edizione 1981-1982: affrontò nei sedicesimi di finale i francesi del Bastia, in cui giocava Roger Milla, venendo subito eliminato. Dopo esser tornato in II divisioona nel giro di un paio di anni, riuscì a ritornare in Ykkönen, seconda serie nazionale, solamente al termine del 1993 e nel 1998 ottenne la promozione in Veikkausliiga, tornando in massima serie dopo 15 anni di assenza.
Nel 1999 cambiò denominazione in Kotkan TP e concluse la prima stagione di Veikkausliiga al settimo posto. Nel 2000 il Kotkan TP concluse il campionato al dodicesimo ed ultimo posto, retrocedendo in Ykkönen, e dichiarando bancarotta al termine della stagione stessa. Subito dopo si costituì una nuova società che riprese la vecchia denominazione Kotkan Työväen Palloilijat, iscrivendosi in Nelonen, quinto livello del campionato finlandese di calcio. Dopo aver subito conquistato la promozione in Kolmonen, quarta serie nazionale, il KTP riuscì a risalire di un'altra categoria la divisione nazionale, giungendo in Kakkonen alla fine della stagione 2007. Nel 2013 arrivò la fusione con il FC KooTeePee che portò al cambio di denominazione in FC KTP e all'accesso al campionato di Ykkönen per la stagione 2014. Il campionato di Ykkönen 2014 si concluse col primo posto a pari punti con l'HIFK, che ottenne la promozione in Veikkausliiga per la miglior differenza reti, ma la promozione arrivò qualche settimana dopo per la revoca della licenza di partecipazione alla Veikkausliiga all'Honka e con l'assegnazione della stessa licenza al KTP. Il ritorno in Veikkausliiga nel 2015 si concluse con l'undicesimo posto finale e l'accesso allo spareggio promozione-retrocessione contro il PK-35 Vantaa, secondo classificato in Ykkönen: dopo aver pareggiato la gara di andata a Vantaa, il KTP perse in casa la gara di ritorno, retrocedendo in Ykkönen. Nella stagione successiva subì un'altra retrocessione, scendendo in Kakkonen. Vinse il suo raggruppamento di Kakkonen 2017, ma venne sconfitto negli spareggi promozione dal Kajaani. La mancata assegnazione della licenza di partecipazione al campionato di Ykkönen all'OPS permise al KTP di essere ammesso in Ykkönen per la stagione 2018.

## Palmarès

### Competizioni nazionali
- Campionato finlandese: 2

1951, 1952
- Suomen Cup: 4

1958, 1961, 1967, 1980
- Ykkönen: 1

2022
- Kakkonen: 3

1977, 1993, 2017

### Altri piazzamenti
- Campionato finlandese:

Terzo posto: 1964
- Suomen Cup:

Finalista: 1966, 1968, 2000
- Liigacup:

Finalista: 1999
- Ykkönen:

Secondo posto: 2014, 2020

## Statistiche

### Partecipazione alle coppe europee
| Stagione  | Torneo            | Turno                | Nazione            | Club   | Andata | Ritorno | Totale |
| --------- | ----------------- | -------------------- | ------------------ | ------ | ------ | ------- | ------ |
| 1981-1982 | Coppa delle Coppe | Sedicesimi di finale | Francia (bandiera) | Bastia | 0-0    | 0-5     | 0-5    |

## Organico

### Rosa 2020
Aggiornato al 1º settembre 2020
| N. |                      | Ruolo | Calciatore        |
| -- | -------------------- | ----- | ----------------- |
| 1  | Finlandia (bandiera) | P     | Anton Lepola      |
| 3  | Spagna (bandiera)    | D     | Roger Bonet       |
| 4  | Finlandia (bandiera) | D     | Paavo Voutilainen |
| 5  | Nigeria (bandiera)   | D     | Michael Ogungbaro |
| 6  | Finlandia (bandiera) | D     | Valtteri Vesiaho  |
| 10 | Finlandia (bandiera) | C     | Antti Mäkijärvi   |
| 11 | Spagna (bandiera)    | A     | Mika              |
| 14 | Finlandia (bandiera) | D     | Tuomas Ollila     |
| 15 | Estonia (bandiera)   | D     | Hindrek Ojamaa    |
| 17 | Nigeria (bandiera)   | A     | David Onyeanula   |
| 18 | Ghana (bandiera)     | C     | Thomas Agyiri     |

| N. |                      | Ruolo | Calciatore            |
| -- | -------------------- | ----- | --------------------- |
| 19 | Finlandia (bandiera) | A     | Anton Eerola          |
| 23 | Finlandia (bandiera) | C     | Matias Lindfors       |
| 24 | Finlandia (bandiera) | C     | Niklas Leinonen       |
| 25 | Finlandia (bandiera) | P     | Pyry Piirainen        |
| 26 | Finlandia (bandiera) | D     | Matias Paavola        |
| 27 | Finlandia (bandiera) | D     | Miika Kolsi           |
| 28 | Finlandia (bandiera) | C     | Kimi Kolsi            |
| 32 | Ciad (bandiera)      | C     | David Ramadingaye     |
| 44 | Finlandia (bandiera) | D     | Juuso Anttila         |
| 46 | Finlandia (bandiera) | C     | Niko Borg             |
| 49 | Georgia (bandiera)   | A     | Zakaria Beglarishvili |

### Rosa 2019
| N. |                               | Ruolo | Calciatore           |
| -- | ----------------------------- | ----- | -------------------- |
| 1  | Finlandia (bandiera)          | P     | Jiri Koski           |
| 2  | Spagna (bandiera)             | D     | Manel Gasparin       |
| 4  | Finlandia (bandiera)          | D     | Paavo Voutilainen    |
| 5  | Finlandia (bandiera)          | D     | Sebastian Dolivo     |
| 6  | Rep. Centrafricana (bandiera) | C     | Ralph Kottoy         |
| 7  | Finlandia (bandiera)          | C     | Saku Leppänen        |
| 10 | Finlandia (bandiera)          | A     | Aleksi Pahkasalo     |
| 14 | Finlandia (bandiera)          | D     | Tuomas Ollila        |
| 15 | Finlandia (bandiera)          | A     | Miro Schwalenstöcker |
| 16 | Finlandia (bandiera)          | A     | Tuukka Kurki         |
| 17 | Finlandia (bandiera)          | A     | Kalle Multanen       |
| 19 | Finlandia (bandiera)          | A     | Anton Eerola         |

| N. |                      | Ruolo | Calciatore       |
| -- | -------------------- | ----- | ---------------- |
| 20 | Finlandia (bandiera) | A     | Jimi Lassila     |
| 21 | Finlandia (bandiera) | C     | Antti Mäkijärvi  |
| 23 | Finlandia (bandiera) | C     | Matias Lindfors  |
| 24 | Finlandia (bandiera) | C     | Niklas Leinonen  |
| 26 | Finlandia (bandiera) | D     | Matias Paavola   |
| 27 | Finlandia (bandiera) | D     | Miika Kolsi      |
| 28 | Finlandia (bandiera) | C     | Kimi Kolsi       |
| 32 | Finlandia (bandiera) | P     | Pyry Piirainen   |
| 33 | Finlandia (bandiera) | A     | Kasperi Liikonen |
| 44 | Finlandia (bandiera) | D     | Juuso Anttila    |
| 62 | Finlandia (bandiera) | D     | Juuso Laitinen   |